# Transoribates lagenula
Transoribates lagenula är en kvalsterart som först beskrevs av Berlese 1904.  Transoribates lagenula ingår i släktet Transoribates och familjen Protoribatidae. Inga underarter finns listade i Catalogue of Life.